# 文澳聖真寶殿
文澳聖真寶殿，原名真君廟，主祀文衡帝君（關聖帝君），副祀慈濟真君（感天大帝，俗名許遜），台灣澎湖縣的鸞堂廟宇。

## 沿革
明治35年（1902年），石泉許超然、陳知機，在文澳當地成立歸化社從善堂，並於明治37年（1904年）設立廟宇，原名真君廟，後稱聖真寶殿，名稱各取主副祀神稱謂一字合成。

## 圖輯
廟宇原無四垂亭，乃因1993年文澳祖師廟整修時曾駐蹕行館於文澳聖真寶殿，將原本祖師廟的四垂亭移架於此。文澳聖真寶殿位於文澳祖師廟和文澳城隍廟東側，廟宇規模雖狹小不甚起眼，但廟中彩繪與壁畫十分精緻，出於國寶大師黃友謙手筆，斑斕可觀。

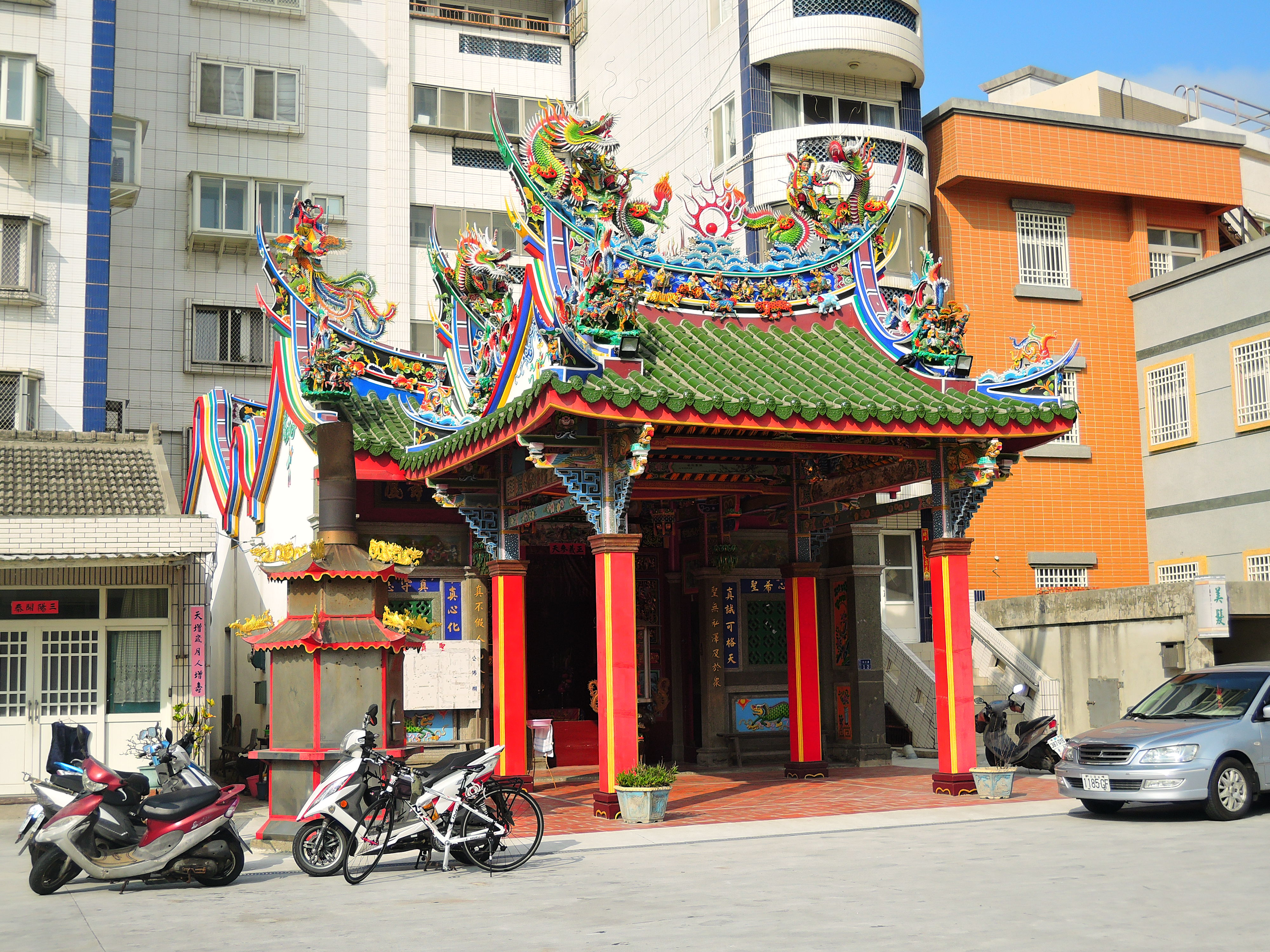
立面、四垂亭
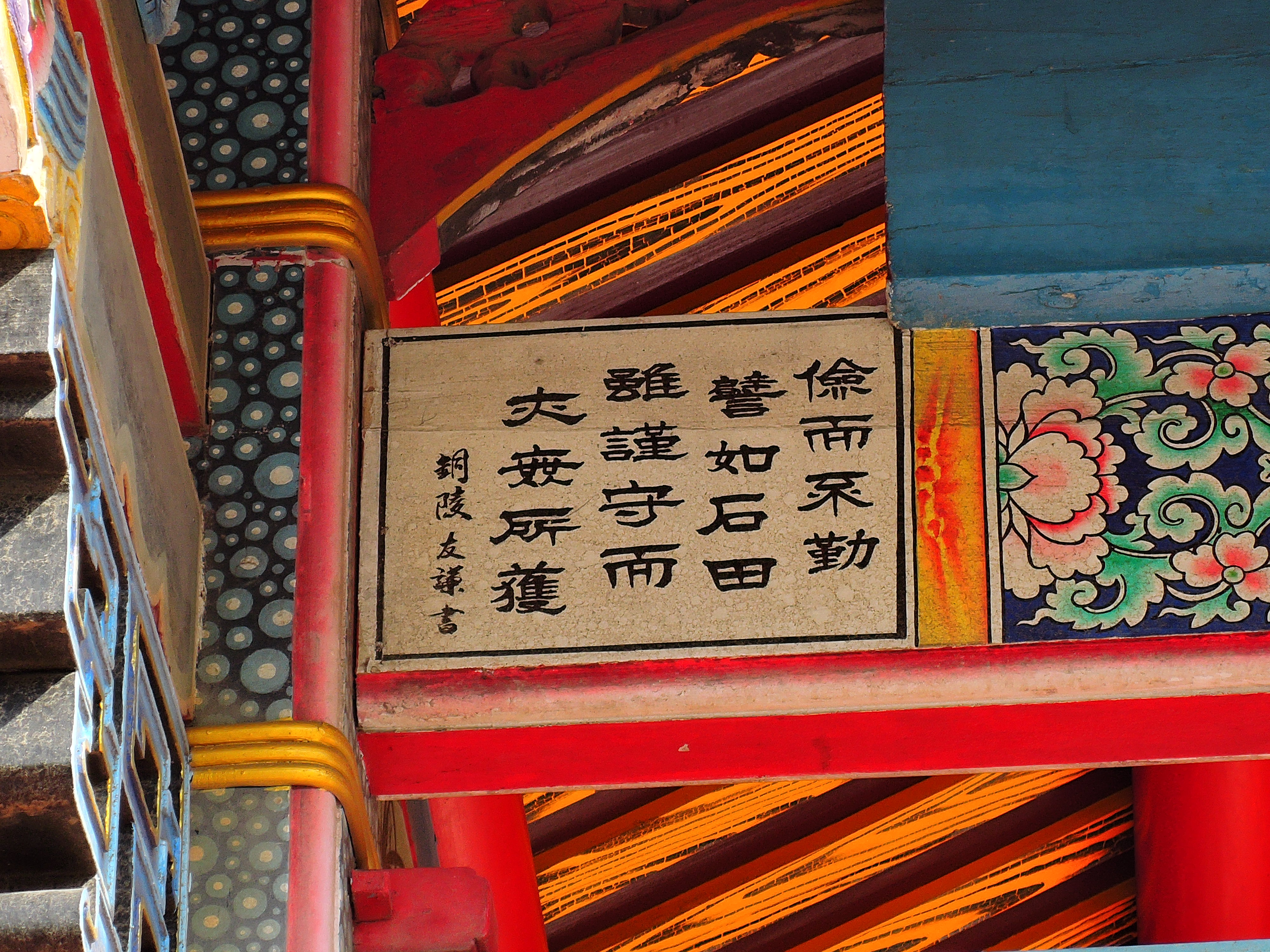
四垂亭題字
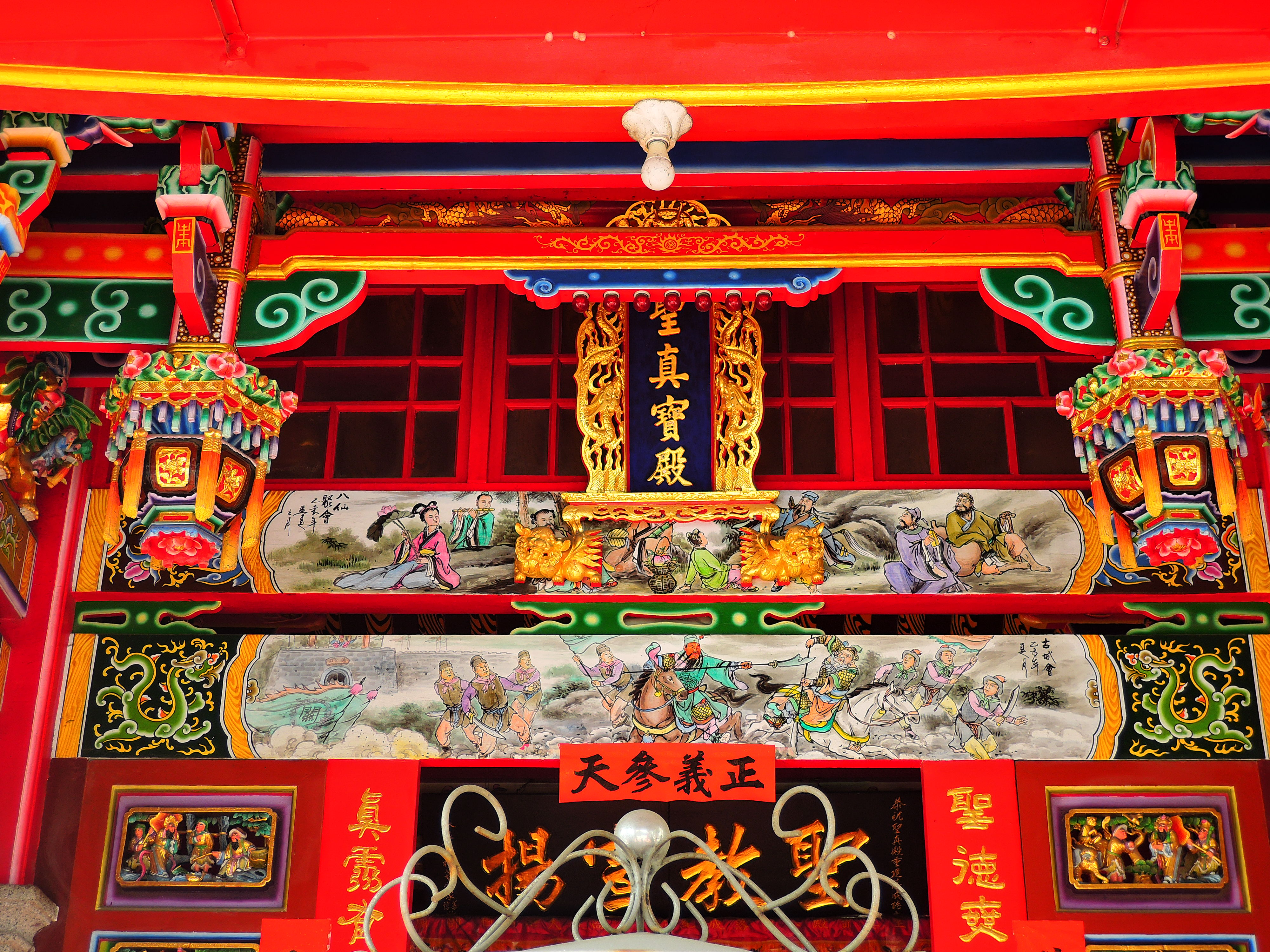
聖旨牌、立面彩繪、垂花
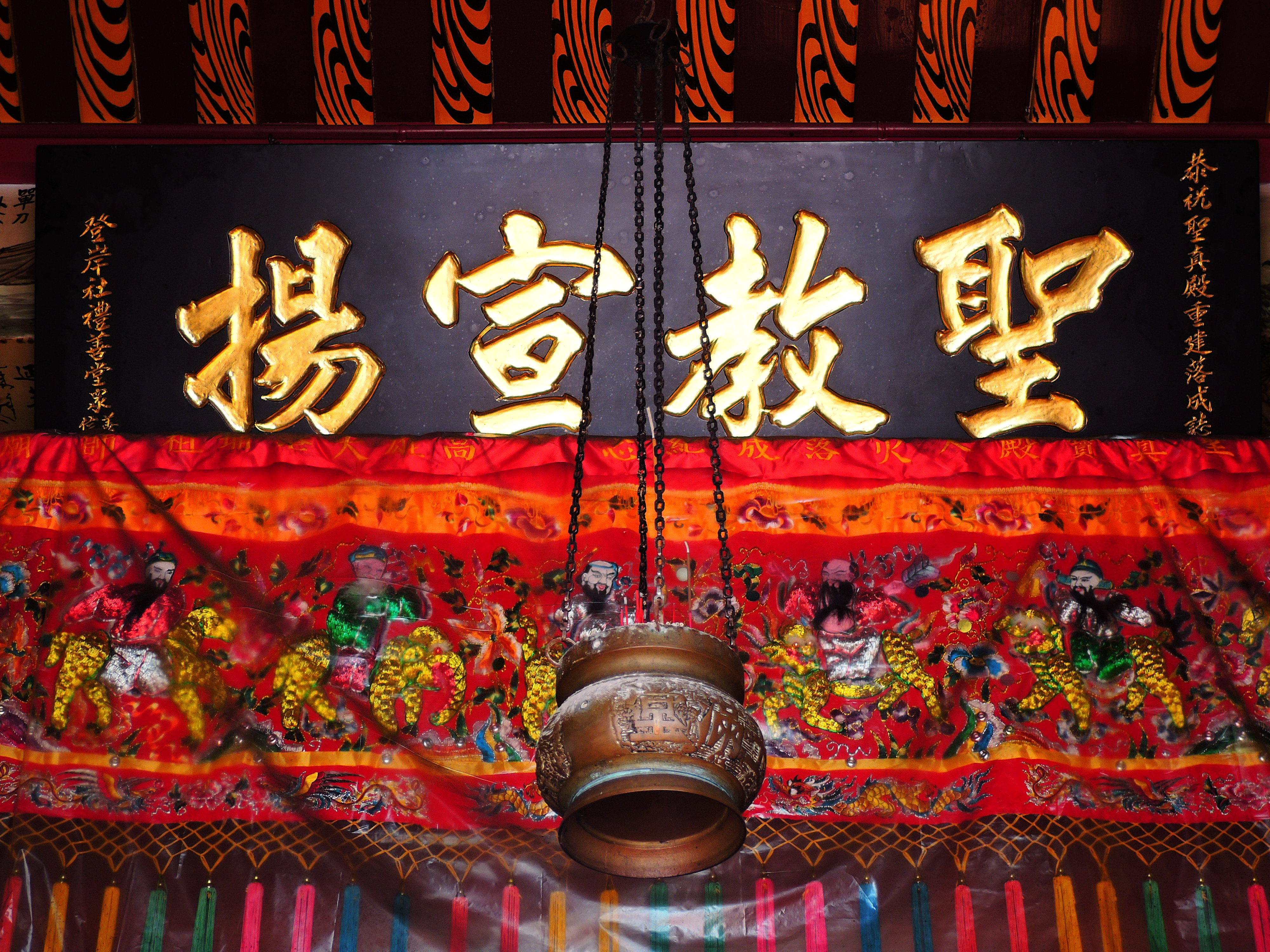
聖教宣揚匾
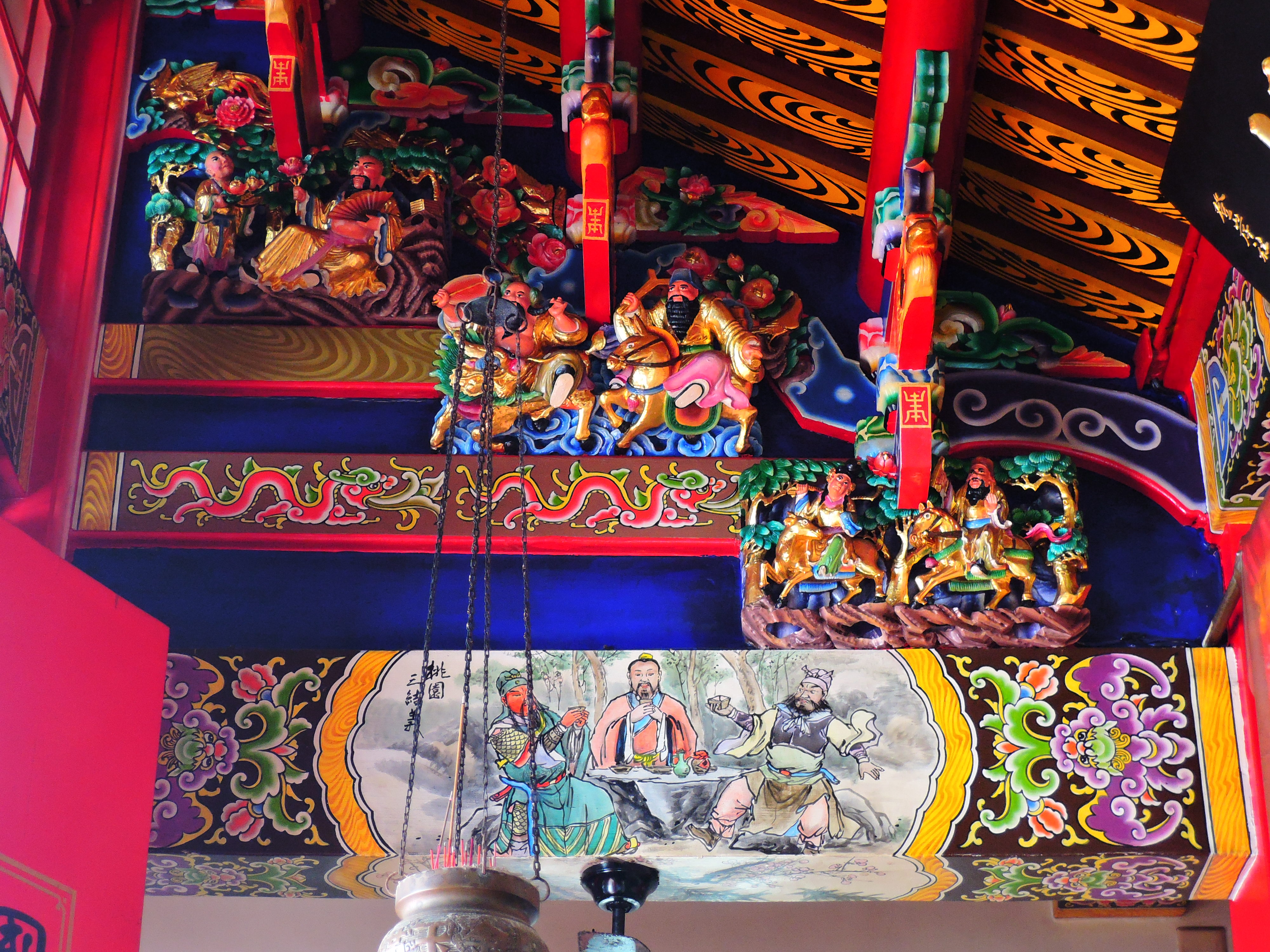
正殿彩繪、木楣
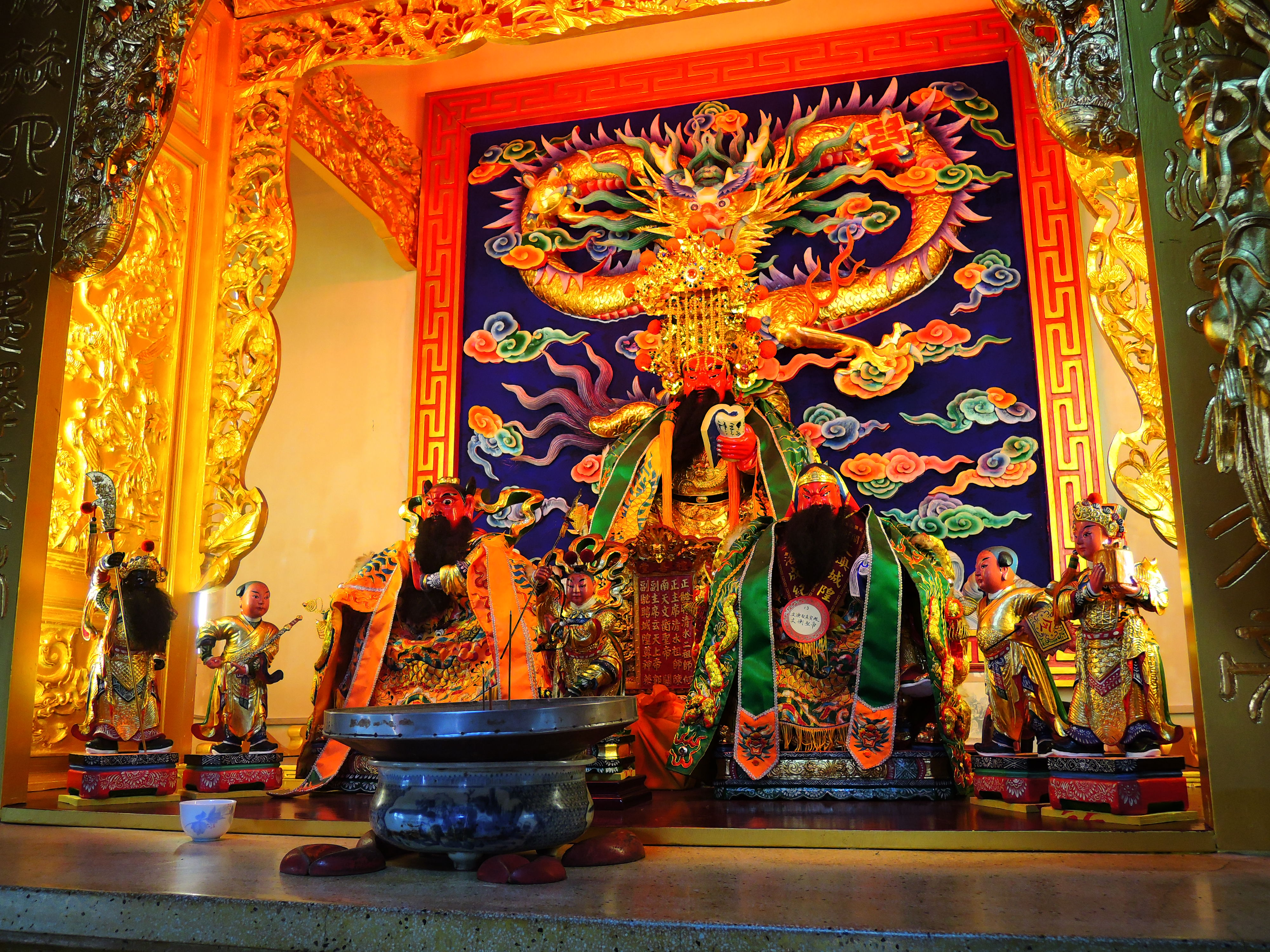
關聖帝君像
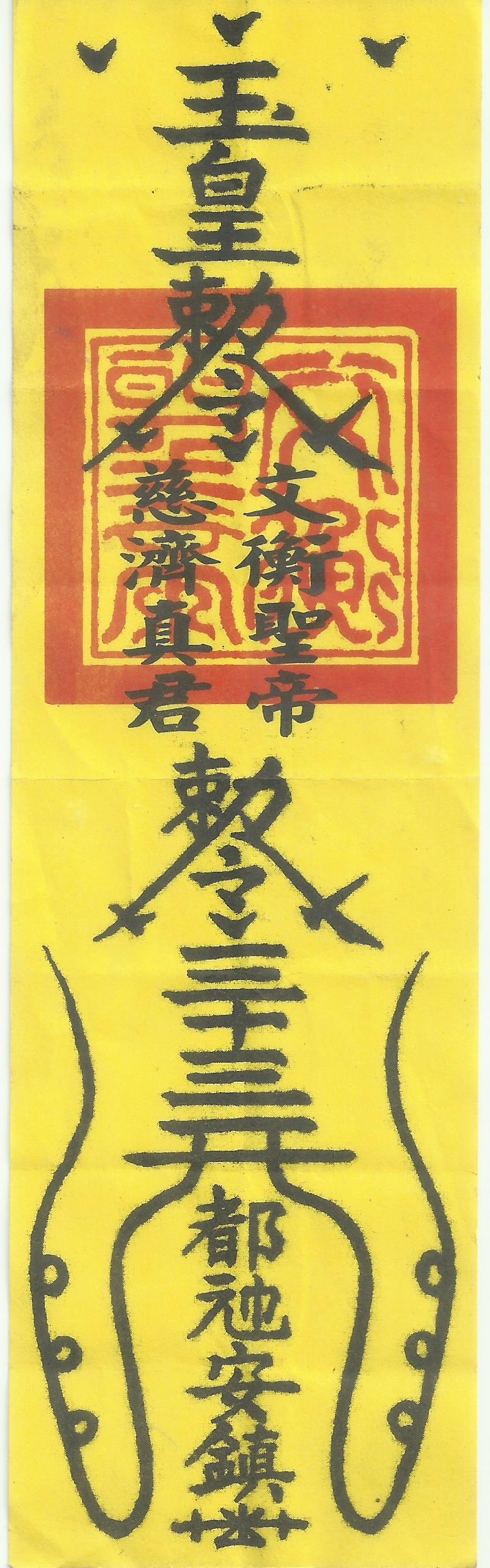
玉皇勅令平安符